# Earth Explorer
Earth Explorer was een doe- en wetenschapspark in de Belgische stad Oostende.
Het was een samenwerking tussen de Stichting Dirk Frimout, de Britse groep Merlin Entertainments (exploitant van het park), het Vlaams Gewest (eigenaar van de gronden), de provincie, de GOM West-Vlaanderen en de stad Oostende (eigenaar van het gebouw).

## Historiek
Earth Explorer werd in 2004 geopend en stond in het teken van de vier natuurelementen: aarde, water, vuur en lucht. Er waren presentaties van medewerkers, interactieve doe-experimenten en een aantal grotere attracties.
De Provincie West-Vlaanderen verkocht in 2008 haar aandelen in het 'Dirk Frimout Centrum' (de exploitatievennootschap van het wetenschapspark) voor één symbolische euro aan Merlin Entertainments. Ook de stad Oostende verkocht haar aandelen aan de Britse exploitant van Earth Explorer.
In juni 2013 werd Earth Explorer verkocht aan het Duitse Blueprint Entertainment. Het park werd voor één miljoen euro omgebouwd en opende in 2014 onder de naam 'Explorado'. Het park legde zich toe op educatieve doe-tentoonstellingen. Het sloot algauw de deuren en in 2016 werd het 'Dirk Frimout Centrum' failliet verklaard.
In 2017 kreeg het gebouw een nieuwe invulling als trampolinepark.

## Attracties
Earth Explorer was opgedeeld in vier themazones waarin telkens een van de vier natuurelementen werd uitgelicht. In het park waren volgende attracties te vinden:
| Naam attractie   | Soort attractie                |
| ---------------- | ------------------------------ |
| Richter 7        | Aardbevingssimulator           |
| Apollo 3000      | Vrijevaltoren met film         |
| Twister          | Tornado-schuilkelder simulator |
| Vulcano The Ride | Mini-splash doorheen vulkanen  |
| The Abyss        | Film over de onderwaterwereld  |